# توکیو دیزنی
توکیو دیزنی (انگلیسی: Tokyo Disney) شرکت سرگرمی ژاپنی است، که در سال ۱۹۸۳ تأسیس شد.